# 塞氏真巨口魚
塞氏真巨口魚（学名：Eustomias satterleei）为輻鰭魚綱巨口鱼目巨口鱼科的其中一種。分布於全球三大洋海域，為深海魚類，體長可達14.9公分。

## 扩展阅读
維基物種上的相關：塞氏真巨口魚